# Félix Le Dantec
Félix-Alexandre Le Dantec (16 ianuarie 1869, Plougastel-Daoulas - 6 iunie 1917, Paris) a fost un biolog francez și filosof al științei. El a fost caracterizată drept „fanatic lamarckian, ateu, monist, materialist și determinist”.

## Biografie
Și-a obținut diploma de licență în științe la École Normale Supérieure din Paris, unde a lucrat mai târziu ca profesor asociat în cadrul laboratorului condus de Louis Pasteur. Apoi, el a devenit asistent în laboratorul de biochimie de la École pratique des hautes études aflat sub directoratul lui Emile Duclaux. În perioada 1889-1890 și-a efectuat serviciul militar în Indochina Franceză ca participant la Misiunea Pavie. Inspirat de opera lui Ilia Mecinikov, el a susținut doctoratul în științe cu un studiu despre digestia intracelulară la protozoare (1891). În 1891 el a fost trimis de Pasteur la Sao Paulo pentru a efectua cercetări cu privire la febra galbenă endemică.
În 1893 a fost numit profesor de zoologie la Universitatea din Lyon, unde și-a continuat studiile de digestie intracelulară. Mai târziu, el a revenit la Paris (1896), unde a lucrat în laboratorul lui Alfred Giard de la École Normale Superieure și a predat cursuri în embriologie la Sorbona. În această perioadă de timp, el a început publicarea unei serii de lucrări cu privire la filosofia științei. În 1900-1901 s-a îmbolnăvit de tuberculoză, fiind forțat să stea o lungă perioadă la sanatoriul Hauteville. Aici el s-a angajat în lungi discuții cu preotul pe teme de religie și ateism, publicând ca rezultat cartea Le conflit (1901). În 1902, el a revenit la Sorbona, unde, începând din 1908, a predat cursuri de biologie generală.
Liceul Félix Le Dantec din Lannion este numit în onoarea lui.

## Lucrări selectate
- Le déterminisme biologique et la personnalité conscience, 1897 - Determinismul biologic și personalitatea conștientă.
- Evolution individuelle et hérédité, 1898 - Evoluție individuală și ereditate.
- Lamarckiens et darwiniens, 1899 - Lamarckieni și darwiniști.
- L'athéisme, 1907 - Ateismul.
- La crise du transformisme, 1909 - Criza transformismului.
- Le chaos et l'harmonie universelle, 1911 - Haosul și armonia universală.
- Contre la Métaphysique. Questions de méthode., 1912
- Le problème de la mort et la conscience universelle, 1917 - Problema morții și conștiința universală.[9]